# Королівка (Золочівський район)

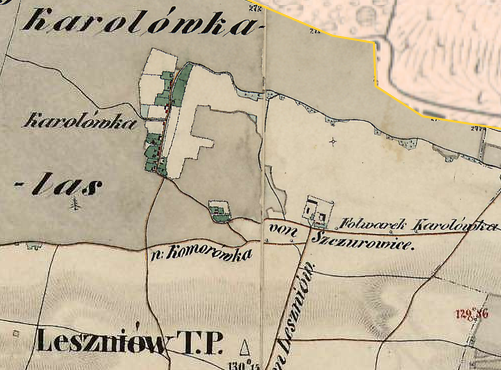
Королівка на карті 1860 року

Королі́вка — село в Україні, у Бродівській міській громаді Золочівського району Львівської області.

## Історія
12 червня 2020 року, відповідно до розпорядження Кабінету Міністрів України № 718-р «Про визначення адміністративних центрів та затвердження територій територіальних громад Львівської області», село увійшло до складу Бродівської міської громади.
19 липня 2020 року, в результаті адміністративно-територіальної реформи та ліквідації Бродівського району, село увійшло до складу новоствореного Золочівського району.

## Відомі уродженці
У селі Королівка народився один з відомих діячів національно-визвольного руху 1940-50 рр. Михайло Горбатюк, псевдо «Чупринка» — керівник Бродівського районного проводу ОУН. Пам'ятник герою УПА, члену ОУН встановлений біля рідного села Королівка при дорозі Броди-Берестечко.